# The Two Jakes
The Two Jakes (bra: A Chave do Enigma; prt: O Caso da Mulher Infiel)) é um filme norte-americano de 1990 dirigido por Jack Nicholson. É a continuação de Chinatown.

## Sinopse
Jake Berman contrata o detetive Jake Gilttes, pra investigar um caso de traição de sua mulher, Kitty Berman com seu sócio. Depois que um esquema é armado, Berman não segue o combinado e uma arma aparece de algum lugar e o sócio é baleado. Para Lillian Bodine, a esposa da vítima, é um caso de  assassinato e não de adultério.

## Elenco
| Ator               | Papel                           |
| ------------------ | ------------------------------- |
| Jack Nicholson     | J.J. 'Jake' Gittes              |
| Harvey Keitel      | Julius 'Jake' Berman            |
| Meg Tilly          | Kitty Berman                    |
| Madeleine Stowe    | Lillian Bodine                  |
| Eli Wallach        | Cotton Weinberger               |
| Rubén Blades       | Michael 'Mickey Nice' Weisskopf |
| Frederic Forrest   | Chuck Newty                     |
| David Keith        | detetive Loach                  |
| Richard Farnsworth | Earl Rawley                     |
| Tracey Walter      | Tyrone Otley                    |
| Joe Mantell        | Lawrence Walsh                  |
| James Hong         | mordomo                         |
| Perry Lopez        | capitão Lou Escobar             |
| Jeff Morris        | Ralph Tilton                    |
| Rebecca Broussard  | Gladys                          |

## Críticas
o filme teve críticas geralmente favoráveis. A pontuação no Metacritic é de 56% calculada de 17 críticas profissionais. No Rotten Tomatoes a média é de 65% , que baseou-se em 17 críticas recolhidas. O Internet Movie Database avaliou com 6 de 10 estrelas baseado em 8,698 votos.